# Simpsons Roasting on an Open Fire
Simpsons Roasting on an Open Fire, ook wel bekend als The Simpsons Christmas Special, is de eerste lange aflevering van The Simpsons. Eerst zou de aflevering de achtste worden van het eerste seizoen. De aflevering werd voor het eerst uitgezonden op 17 december 1989. Hij is geschreven door Mimi Pond en geregisseerd door David Silverman. De titel refereert aan The Christmas Song, ook bekend als Chestnuts Roasting on an Open Fire. The Simpsons is bedacht door Matt Groening voor Fox Broadcasting Company.

## Plot
Homer, Marge, en Maggie bezoeken Bart en Lisa's schooltoneelstukje op de Springfield Elementary School. Als ze thuis zijn, vraagt Marge aan de kinderen wat ze willen voor Kerstmis en Bart wil een tatoeage. Wanneer Bart, Marge en Lisa gaan winkelen voor Kerstmis, sluipt Bart weg en laat een tatoeage met "Mother" (moeder) zetten. Als Marge dit ziet, haalt ze Bart weg uit de kliniek voor de tatoeage klaar is en daardoor staat er "Moth" (mot). De familie moet al hun geld voor de kerstcadeaus gebruiken om Barts tatoeage te verwijderen. Ondertussen hoort Homer op zijn werk dat hij geen kerstbonus krijgt.
Als Homer thuiskomt en hoort dat het geld voor cadeaus gespendeerd is voor Barts tatoeage, besluit hij zijn eigen slechte nieuws niet te vertellen. In plaats daarvan gaat hij bij een goedkope winkel die niets verkoopt dat duurder is dan 5 dollar winkelen. In Moes café spreekt Homer met Barney Gumble die verkleed is als de Kerstman. Op Barney's advies neemt Homer een baan als Kerstman in het winkelcentrum. Bart ontdekt dit als hij, als gevolg van een weddenschap met Milhouse Van Houten, Homers baard aftrekt. Homer neemt Bart in vertrouwen en die besluit het geheim te houden.
Als Homer zijn salaris krijgt blijkt hij maar 13 dollar te krijgen. Barney, die evenveel geld heeft gekregen, stelt voor mee te doen aan de hondenraces en daar zijn geld op de succesrijke hond Whirlwind te zetten. Homer en Bart trekken naar de hondenraces, maar Homer verandert ineens van idee als hij hoort dat er een hond meerent die Santa's Little Helper heet. Afgaande op de kerstnaam van het dier besluit hij op hém te gokken, gezien het vast een gelukbrengende naam is. De hond komt echter als laatste aan, terwijl Whirlwind won, zoals Barney op voorhand had voorspeld. Depressief besluiten Bart en Homer naar huis te gaan en nemen Santa's Little Helper mee omdat die door de hondenrace-eigenaar verstoten is. Als ze thuiskomen, wil Homer vertellen over zijn ongelukje, maar de rest van de familie denkt dat hij de hond als cadeau heeft gekocht en ze hebben allemaal een leuk kerstfeest.

## Culturele verwijzingen en weetjes
- De titel is een woordspeling op het kerstlied Chestnuts Roasting on a Open Fire.
- Behalve The Simpsons zelf maken ook de volgende personages hun debuut: Seymour Skinner, Milhouse Van Houten, Sherri en Terri, Moe Szyslak, Montgomery Burns, Barney Gumble, Patty en Selma Bouvier, Ned Flanders, Todd Flanders, Santa's Little Helper, Snowball II, Mr. Largo en Lewis. De kat Snowball wordt vermeld en Waylon Smithers' stem is te horen op de fabrieksradio, maar hij verschijnt nog niet in beeld.

Homer Simpson · Marge Simpson · Bart Simpson · Lisa Simpson · Maggie Simpson · Abraham Simpson · Patty en Selma Bouvier · Jacqueline Bouvier · Mona Simpson · Santa's Little Helper · Snowball II · Familie Bouvier
Jasper Beardley · Comic Book Guy · Eddie en Lou · Maude Flanders · Ned Flanders · Professor Frink · Barney Gumble · Julius Hibbert · Lionel Hutz · Eerwaarde Lovejoy · Kapitein Horatio McCallister · Hans Moleman · Bleeding Gums Murphy · Apu Nahasapeemapetilon · Mayor Joe Quimby · Dr. Nick Riviera · Agnes Skinner · Cletus Spuckler · Squeaky Voiced Teen · Disco Stu · Moe Szyslak · Kirk Van Houten · Luann Van Houten · Chief Clancy Wiggum
Gary Chalmers · Rod en Todd Flanders · Jimbo Jones · Kearney · Edna Krabappel · Otto Mann · Nelson Muntz · Martin Prince · Seymour Skinner · Milhouse Van Houten · Ralph Wiggum · Groundskeeper Willie · andere studenten
Montgomery Burns · Carl Carlson · Lenny Leonard · Waylon Smithers
Itchy en Scratchy · Kent Brockman · Krusty de Clown · Troy McClure · Rainier Wolfcastle · Radioactive Man
Snake · Kang & Kodos · Sideshow Bob · Fat Tony
Treehouse of Horror
Bart vs. the World · Bart Simpson's Escape from Camp Deadly · The Simpsons Arcadespel · Bart vs. the Space Mutants · Bart's House of Weirdness ·Bart vs. The Juggernauts · Krusty's Fun House · Bartman Meets Radioactive Man · Bart's Nightmare · The Itchy and Scratchy Game · Virtual Bart · Bart and the Beanstalk · Itchy & Scratchy in Miniature Golf Madness · Cartoon Studio · Virtual Springfield · Night of the Living Treehouse of Horror · Bowling · Wrestling · Road Rage · Skateboarding · Hit & Run · The Simpsons Game · The Simpsons: Tapped Out
The Simpsons · The Simpsons Pinball Party
Strips: Simpsons Comics · Bart Simpson serie · Itchy & Scratchy Comics · Bart Simpson's Treehouse of Horror · Futurama/Simpsons Infinitely Secret Crossover Crisis
Tijdschrift: Simpsons Illustrated
Boeken: Bart Simpson's Guide to Life · Family Album · Library of Wisdom · Complete Guides · Planet Simpson · The Simpsons and Philosophy
Actiefiguurtjes: World of Springfield
The Simpsons Movie
Bankgrap ·
Canyonero · 
D'oh! · 
Duff Beer · 
Schoolbordgrap · 